# Columnea nicaraguensis
Columnea nicaraguensis är en tvåhjärtbladig växtart som beskrevs av Oerst.. Columnea nicaraguensis ingår i släktet Columnea och familjen Gesneriaceae. Inga underarter finns listade i Catalogue of Life.